# Динамо-Политех
«Динамо-Политех» — российский мужской баскетбольный клуб из Курска, в сезоне 2008/2009 гг. выступал в Суперлиге Б. В сезоне 2010/2011 выступает в высшей лиге.

## История
Мужская команда курского «Динамо» была организована перед началом сезона 2005/06 годов. Дебютировала команда в первой лиге «Черноземье» довольно успешно, завоевав путевку в высшую лигу «Б» зона «Центр». В следующем сезоне клуб выступил успешно и снова завоевал право на повышение в классе. Высшую лигу «А» «Динамо-Политех» прошел всего за год и уже в сезоне 2008/09 годов клуб стартовал в суперлиге «Б». В этом сезоне руководство клуба приняло решение основную ставку сделать на женский коллектив, выступавший в еврокубках. В результате финансовой нестабильности мужской «Динамо-Политех» потерял всех своих лидеров, на смену которым пришли дублёры. Весной 2009 года клуб «Динамо-Политех» подал заявку о снятии с соревнований в суперлиге «Б».
В сезоне 2009/10 команда в высшей лиге в группе «Юг» заняла 9-е место из 11, а в финальной части первенства — 16-е из 19.